# Franc Križanič
Franc Križanič, né le 4 décembre 1954 à Ljubljana, est un universitaire et homme politique slovène, membre des Sociaux-démocrates (SD).
Il a été élu député à l'Assemblée nationale aux élections législatives de 2008, après avoir mené pendant trente ans une carrière d'universitaire. Il parle couramment anglais et russe. Il est nommé, le 21 novembre 2008, ministre des Finances de Slovénie, dans la coalition du président du gouvernement social-démocrate, Borut Pahor.
Il est remplacé par Janez Šušteršič le 10 février 2012.